# IC 559
IC 559 је спирална галаксија у сазвјежђу Лав која се налази на листи објеката дубоког неба у Индекс каталогу.
Деклинација објекта је + 9° 36' 57" а ректасцензија 9h 44m 43,8s. Привидна величина (магнитуда) објекта IC 559 износи 14,2 а фотографска магнитуда 15,1. IC 559 је још познат и под ознакама MCG 2-25-29, CGCG 63-57, PGC 27910.